# Eginia
Eginia is een geslacht van insecten uit de familie van de echte vliegen (Muscidae), die tot de orde tweevleugeligen (Diptera) behoort.

## Soort
- E. ocypterata (Meigen, 1826)